# Lista de episódios de Littlest Pet Shop (2012)
Essa é uma lista de episódios da série animada Littlest Pet Shop, que é exibida originalmente nos Estados Unidos no canal de televisão por assinatura The Hub, e, no Brasil, na Nickelodeon.

## Resumo
| Temporada | Temporada | Episódios | Exibição original      | Exibição original   | Exibição no Brasil                                                 | Exibição no Brasil                                                 | Exibição em Portugal  | Exibição em Portugal    |
| Temporada | Temporada | Episódios | Estreia                | Final               | Estreia                                                            | Final                                                              | Estreia               | Final                   |
| --------- | --------- | --------- | ---------------------- | ------------------- | ------------------------------------------------------------------ | ------------------------------------------------------------------ | --------------------- | ----------------------- |
|           | 1         | 26        | 10 de novembro de 2012 | 27 de abril de 2013 | 31 de agosto de 2013 (Nickelodeon)8 de dezembro de 2014 (Nick Jr.) | 27 de janeiro de 2014 (Nickelodeon)1 de agosto de 2015 (Nick Jr.)  | 1 de junho de 2013    | 25 de agosto de 2013    |
|           | 2         | 26        | 2 de novembro de 2013  | 12 de abril de 2014 | 23 de agosto de 2015 (Nickelodeon)28 de janeiro de 2016 (Nick Jr.) | 20 de outubro de 2015 (Nickelodeon)18 de abril de 2016 (Nick Jr.)  | 5 de julho de 2014    | 28 de setembro de 2014  |
|           | 3         | 26        | 31 de maio de 2014     | 7 de março de 2015  | 2 de novembro de 2015 (Nickelodeon)1 de maio de 2016 (Nick Jr.)    | 26 de março de 2016 (Nickelodeon)30 de setembro de 2016 (Nick Jr.) | 22 de outubro de 2015 | 11 de fevereiro de 2016 |
|           | 4         | 26        | 7 de novembro de 2015  | 4 de junho de 2016  | 13 de fevereiro de 2017 (Discovery Kids)                           | 5 de agosto de 2017 (Discovery Kids)                               | TBA                   | TBA                     |

## Episódios

### 1ª Temporada (2012–2013)
| # | Título                                                                             | Dirigido por  | Escrito por | Exibição original                             | Audiência (em milhões) |
| --- | ---------------------------------------------------------------------------------- | ------------- | --- | --------------------------------------------- | ---------------------- |
| 1 | "Blythe's Big Adventure (Part One)" "A Grande Aventura de Blythe (Primeira Parte)" | Joel Dickie   | Julie McNally-Cahill & Tim Cahill                                                                                 | 10 de novembro de 2012 31 de agosto de 2013   | 0.54                   |
| Blythe Baxter embarca em uma grande nova aventura quando ela se muda com seu pai para um apartamento em cima de um acampamento diário para animais de estimação. Lá, ela não apenas descobre novos amigos, mas também uma habilidade de entendê-los.                                   |                                                                                    |               | |                                               |                        |
| 2 | "Blythe's Big Adventure (Part Two)" "A Grande Aventura de Blythe (Segunda Parte)"  | Dallas Parker | Julie McNally-Cahill & Tim Cahill                                                                                 | 10 de novembro de 2012 1 de setembro de 2013  | 0.50                   |
| Blythe organiza um desfile de moda para animais a fim de salvar a pet shop de fechar. No entanto, um par de irmãs gêmeas ricas, as Biskits, tentam arruiná-lo depois de terem sido rejeitadas pela Blythe.                                                                             |                                                                                    |               | |                                               |                        |
| 3 | "Bad Hair Day" "O Dia da Tosa"                                                     | Joel Dickie   | Roger Eschbacher                                                                                                  | 17 de novembro de 2012 7 de setembro de 2013  | 0.45                   |
| Blythe acidentalmente dá a Zoe um péssimo corte de cabelo e luta para corrigi-lo. Enquanto isso, os pets incitam Minka a perseguir a fama com a sua arte. |                                                                                    |               | |                                               |                        |
| 4 | "Gailbreak!" "Operação Libertar Gail"                                              | Dallas Parker | Mitchell Larson                                                                                                   | 24 de novembro de 2012 8 de setembro de 2013  | 0.30                   |
| A irmã de Zoe, Gail, precisa ser resgatada da Pet Shop Maior de Todas, que é guardada pelas gêmeas Biskit e um robô avançado. |                                                                                    |               | |                                               |                        |
| 5 | "Penny For Your Laughs" "Amizade Não Se Compra"                                    | Joel Dickie   | Julie McNally-Cahill, Tim Cahill, Evan Gore & Heather Lombard (história) Evan Gore & Heather Lombard (teleplay)   | 1 de dezembro de 2012 14 de setembro de 2013  | 0.34                   |
| Pepper é inspirada a ter um novo estilo de comédia, que envolve piadas de stand-up. No entanto, ela vai longe demais, alheia aos sentimentos sensíveis de Penny. Blythe é arrastada para ser amiga das gêmeas Biskit depois de defendê-las de uma valentona do ginásio.                |                                                                                    |               | |                                               |                        |
| 6 | "Mean Isn't Your Color" "Suposições Erradas"                                       | Dallas Parker | Mitchell Larson e Corey Powell (história) Corey Powell (teleplay)                                                 | 8 de dezembro de 2012 15 de setembro de 2013  | 0.27                   |
| Blythe está infeliz que seu pai tenha um encontro para um baile de caridade. Enquanto isso, Penny Ling está descontente com uma roupa que Blythe está fazendo para ela. |                                                                                    |               | |                                               |                        |
| 7 | "Russell Up Some Fun" "Um Novo Russell"                                            | Joel Dickie   | Julie McNally-Cahill & Tim Cahill e Cindy Morrow (história) Cindy Morrow (teleplay)                               | 15 de dezembro de 2012 21 de setembro de 2013 | 0.41                   |
| Cansado de ser visto como sério demais, Russell tenta mostrar o seu lado divertido, para o grande desgosto de um pet visitante rabugento. Sue fica tão inspirada com estilo de Blythe que ela decide imitar a amiga em todos os sentidos.                                              |                                                                                    |               | |                                               |                        |
| 8 | "Blythe's Crush" "A Paixão de Blythe"                                              | Dallas Parker | Julie McNally-Cahill & Tim Cahill e Merriwether Williams (história) Merriwether Williams (teleplay)               | 22 de dezembro de 2012 22 de setembro de 2013 | 0.25                   |
| Blythe e Zoe tentam devolver as chaves de menino por quem Blythe tem uma queda. Os pets restantes conhecem Esteban Banderas, um papagaio que diz ser um herói lendário, mas Vinnie não está convencido. Sunil tenta desenvolver poderes psíquicos.                                     |                                                                                    |               | |                                               |                        |
| 9 | "Dumb Dumbwaiter" "Aventuras no Elevador de Alimentos"                             | Joel Dickie   | Mitchell Larson e Roger Eschbacher (história) Roger Eschbacher (teleplay)                                         | 29 de dezembro de 2012 28 de setembro de 2013 | 0.45                   |
| Blythe, Zoe, Pepper e Minka ficam presas no elevador de alimentos do apartamento, e cabe a Penny Ling levar os pets machos numa missão para soltá-las. |                                                                                    |               | |                                               |                        |
| 10 | "Eve of Destruction" "Dia da Febre de Limpeza"                                     | Dallas Parker | Julie McNally-Cahill & Tim Cahill e Evan Gore & Heather Lombard (história) Evan Gore & Heather Lombard (teleplay) | 5 de janeiro de 2013 29 de setembro de 2013   | 0.34                   |
| Sra. Twombly sai em uma busca desesperada por seu produto de limpeza favorito raro, deixando Blythe para cuidar da loja. Penny e Vinnie são inspirados a criar um dueto de dança, enquanto Zoe encontra uma velha rival de modelagem na forma de Spitz alemão, Madame Pom.             |                                                                                    |               | |                                               |                        |
| 11 | "Books and Covers" "Livros e Capas"                                                | Joel Dickie   | Julie McNally-Cahill & Tim Cahill e Adam Beechen (história) Adam Beechen (teleplay)                               | 12 de janeiro de 2013 5 de outubro de 2013    | 0.26                   |
| A imaginação dos pets sobe a cabeça quando suspeitam que uma gata siamesa é uma espiã visando a Sra. Twombly. Na escola, Blythe toma um grande risco recrutando as gêmeas Biskit na sua equipe de Mathlete depois de ver suas habilidades de cálculo incomuns.                         |                                                                                    |               | |                                               |                        |
| 12 | "So You Skink You Can Dance" "O Gambá Pode Dançar"                                 | Dallas Parker | Mitchell Larson                                                                                                   | 19 de janeiro de 2013 6 de outubro de 2013    | 0.33                   |
| Vinnie vai com Blythe e seu pai em uma viagem a Hollywood para ver seu show de dança favorito. Enquanto estão fora, os outros pets criam uma solução para impedir o controle da TV de se perder.                                                                                       |                                                                                    |               | |                                               |                        |
| 13 | "Lights, Camera, Mongoose!" "Luz, Câmera, Fuinha"                                  | Joel Dickie   | Corey Powell | 26 de janeiro de 2013 12 de outubro de 2013   | 0.25                   |
| O famoso mangusto astro de cinema Shahrukh está na cidade filmando seu próximo filme e os pets vão no set para visitá-lo. Mas quando Shahrukh os segue de volta do set de filmagens, ele troca de lugar com Sunil.                                                                     |                                                                                    |               | |                                               |                        |
| 14 | "Trading Places" "Trocando de Lugar"                                               | Joel Dickie   | Julie McNally-Cahill & Tim Cahill e Tom Minton (história) Tom Minton (teleplay)                                   | 2 de fevereiro de 2013 19 de outubro de 2013  | 0.38                   |
| Zoe pede a Penny Ling para compartilhar seus sentimentos sobre um campista da pet shop chamado Digby. Enquanto isso, Russell se esconde dentro da mochila da Blythe e se perde em sua escola.                                                                                          |                                                                                    |               | |                                               |                        |
| 15 | "Topped With Buttercream" "Cobertura de Buttercream"                               | Dallas Parker | Julie McNally-Cahill & Tim Cahill e Roger Eschbacher (história) Roger Eschbacher (teleplay)                       | 9 de fevereiro de 2013 13 de outubro de 2013  | 0.36                   |
| Os pets se enchem com guloseimas demais quando ficam presos na despensa da loja de doces com Buttercream, a coelha de estimação da tia Christie de Youngmee. |                                                                                    |               | |                                               |                        |
| 16 | "Sweet (Truck) Ride" "Doce Passeio de Caminhão"                                    | Dallas Parker | Julie McNally-Cahill & Tim Cahill e Guy Toubes (história) Guy Toubes (teleplay)                                   | 16 de fevereiro de 2013 20 de outubro de 2013 | 0.40                   |
| Blythe resgata os pets quando eles acidentalmente mandam um caminhão cambaleando rua abaixo, mas quando ela é culpada, os pets decidem filmar uma reconstituição para limpar seu nome.                                                                                                 |                                                                                    |               | |                                               |                        |
| 17 | "Helicopter Dad" "Helicóptero do Papai"                                            | Joel Dickie   | Evan Gore & Heather Lombard                                                                                       | 23 de fevereiro de 2013 2 de novembro de 2013 | 0.28                   |
| O pai de Blythe quer passar mais tempo com ela, então decide ficar com ela na escola. Enquanto isso, uma tartaruga tímida chamada Olive Shellstein visita a Littlest Pet Shop, e Minka está disposta a fazer o que for preciso para fazê-la sair de seu casco.                         |                                                                                    |               | |                                               |                        |
| 18 | "What's in the Batter?" "O Que Está na Massa?"                                     | Dallas Parker | Merriwether Williams                                                                                              | 2 de março de 2013 9 de novembro de 2013      | 0.28                   |
| As Biskits pedem duzentos cupcakes para seu quarto-aniversário e uma Blythe sonolenta não percebe que seu novo colar caiu na massa. Quando ela dá por sua falta, ela e seus amigos saem para pegá-lo de volta da festa, mesmo que ela não esteja convidada.                            |                                                                                    |               | |                                               |                        |
| 19 | "What Did You Say?" "O Que Você Disse?"                                            | Joel Dickie   | Julie McNally-Cahill & Tim Cahill e Roger Eschbacher (história) Roger Eschbacher (teleplay)                       | 9 de março de 2013 16 de novembro de 2013     | 0.21                   |
| Blythe perde sua habilidade de entender os animais quando fica doente. Vinnie acaba no lixo e precisa da ajuda de uma mosca e rato para levá-lo de volta para casa. |                                                                                    |               | |                                               |                        |
| 20 | "Bakers and Fakers" "Confeiteiros e Impostores"                                    | Dallas Parker | Julie McNally Cahill & Tim Cahill e Adam Beechen (história) Adam Beechen (teleplay)                               | 16 de março de 2013 30 de novembro de 2013    | 0.29                   |
| Blythe, junto com seus amigos, entram numa competição de fazer bolos, só para ter sua receita roubada pelas trapaceiras gêmeas Biskit. |                                                                                    |               | |                                               |                        |
| 21 | "Terriers and Tiaras" "Terriers e Tiaras"                                          | Joel Dickie   | Julie McNally-Cahill & Tim Cahill e Mitchell Larson (história) Mitchell Larson (teleplay)                         | 23 de março de 2013 7 de dezembro de 2013     | 0.37                   |
| Zoe quer que Blythe a inscreva num reality show concurso de pets "Terriers & Tiaras". O que começa como diversão leva a uma descoberta de que a competição traz à tona o pior das pessoas.                                                                                             |                                                                                    |               | |                                               |                        |
| 22 | "Lotsa Luck" "Muita Sorte"                                                         | Dallas Parker | Tom Minton | 30 de março de 2013 14 de dezembro de 2013    | 0.25                   |
| O ídolo de comédia da Pepper visita, inspirando-a a impressioná-lo para que ele a dê seu famoso polegar de aprovação. Blythe descobre o passado secreto da Sra. Twombly e tenta descobrir por quê ela o deixou pra trás.                                                               |                                                                                    |               | |                                               |                        |
| 23 | "Door-Jammed" "Porta Presa"                                                        | Joel Dickie   | Julie McNally-Cahill & Tim Cahill e Corey Powell (história) Corey Powell (teleplay)                               | 6 de abril de 2013 21 de dezembro de 2013     | 0.36                   |
| Sunil e Vinnie ouvem barulhos de uivos vindo de dentro da Littlest Pet Shop e tentam identificar o lobisomem entre os pets. Blythe acidentalmente fica trancada num banheiro com Whittany durante uma exibição de arte rara na mansão Biskit.                                          |                                                                                    |               | |                                               |                        |
| 24 | "Frenemies" "Aminimigo"                                                            | Dallas Parker | Julie McNally-Cahill & Tim Cahill e Guy Toubes (história) Guy Toubes (teleplay)                                   | 13 de abril de 2013 13 de janeiro de 2014     | 0.28                   |
| Zoe e Pepper brigam enquanto planejam o aniversário de um ano na pet shop da Penny Ling, e ela tem que escolher entre a festividade vistosa da Zoe ou a festa com tema de rodeio da Pepper. Enquanto isso, Vinnie perde a cauda e fica surpreso quando isso o faz um dançarino melhor. |                                                                                    |               | |                                               |                        |
| 25 | "Blythe's Pet Project" "Projeto Animal de Blythe"                                  | Joel Dickie   | Evan Gore & Heather Lombard                                                                                       | 20 de abril de 2013 20 de janeiro de 2014     | 0.19                   |
| Enquanto procura pelos óculos perdidos da Sra. Twombly, Blythe encontra Shivers, um esquilo falador com um problema de acumulação. Quando Blythe e os pets percebem que Shivers é a causa dos itens desaparecidos da Littlest Pet Shop, eles tentam ajudá-lo a encarar seu problema.   |                                                                                    |               | |                                               |                        |
| 26 | "Summertime Blues" "Blues de Verão"                                                | Dallas Parker | Julie McNally-Cahill & Tim Cahill e Roger Eschbacher (história) Roger Eschbacher (teleplay)                       | 27 de abril de 2013 27 de janeiro de 2014     | 0.29                   |
| Quando Blythe é aceita no programa júnior de uma escola de moda, ela, junto com sua família e amigos da escola e da Littlest Pet Shop, têm que enfrentar a ansiedade de sua partida.                                                                                                   |                                                                                    |               | |                                               |                        |

### 2ª Temporada (2013–2014)
| # | #  | Título                                                                 | Dirigido por  | Escrito por                                                                                         | Exibição original                             | Audiência (em milhões) |
| --- | -- | ---------------------------------------------------------------------- | ------------- | --------------------------------------------------------------------------------------------------- | --------------------------------------------- | ---------------------- |
| 27 | 1  | "Missing Blythe" "Saudade de Blythe"                                   | Dallas Parker | Julie McNally-Cahill & Tim Cahill                                                                   | 2 de novembro de 2013 23 de agosto de 2015    | 0.21                   |
| Enquanto Blythe está fora no acampamento de moda, os pets na loja inventam um plano para visitá-la por um dia através da Littlest Pet Shuttle novinha da Sra. Twombly. |    |                                                                        |               | |                                               |                        |
| 28 | 2  | "The Nest Hats Craze!"                                                 | Dallas Parker | Merriwether Williams                                                                                | 2 de novembro de 2013 23 de agosto de 2015    | 0.23                   |
| Quando Blythe acidentalmente começa uma nova moda com seu chapéu ninho, cabe aos pets cuidar de um passarinho recém nascido de um ovo no chapéu ninho, até que Blythe consiga encontrar sua mãe. |    |                                                                        |               | |                                               |                        |
| 29 | 3  | "Eight Arms to Hold You" "Oito Tentáculos Para Te Pegar"               | Dallas Parker | Tom Minton                                                                                          | 9 de novembro de 2013 23 de agosto de 2015    | 0.30                   |
| Russell está excitado pela sua primeira pernoitada na loja com a Blythe até que seu medo irracional de fantasmas interfere. Enquanto isso, Sunil e Vinnie tentam cada parada para impedir o evento noturno de Russell e Blythe. |    |                                                                        |               | |                                               |                        |
| 30 | 4  | "Heart of Parkness" "No Coração do Parque"                             | Dallas Parker | Mitchell Larson e Adam Beechen (história) Adam Beechen (teleplay)                                   | 16 de novembro de 2013 23 de agosto de 2015   | 0.21                   |
| Depois que Sunil se torna um herói para os guaxinins da praça por encarar uma cobra escapada, ele tem que decidir entre ficar e ser seu rei, ou retornar a seus amigos na Littlest Pet Shop. |    |                                                                        |               | |                                               |                        |
| 31 | 5  | "Pawlm Reading"                                                        | Dallas Parker | Corey Powell                                                                                        | 23 de novembro de 2013 30 de agosto de 2015   | 0.27                   |
| Littlest Pet Shop está em alvoroço quando uma mulher alegando ser uma vidente de pets se estabelece na loja e diz a todos o que seus pets estão pensando. |    |                                                                        |               | |                                               |                        |
| 32 | 6  | "The Treasure of Henrietta Twombly" "O Tesouro de Henrietta Twombly"   | Dallas Parker | Guy Toubes                                                                                          | 30 de novembro de 2013 30 de agosto de 2015   | 0.25                   |
| Um reality show informa à Sra. Twombly que há um boato sobre um tesouro enterrado embaixo da loja e enquanto os pets ajudam na busca, uma série de flashbacks revelam como a Littlest Pet Shop começou. |    |                                                                        |               | |                                               |                        |
| 33 | 7  | "What, Meme Worry?" "O Mangusto Preocupado"                            | Dallas Parker | Evan Gore & Heather Lombard                                                                         | 7 de dezembro de 2013 30 de agosto de 2015    | 0.16                   |
| A foto de Sunil na rede se torna uma sensação viral, mandando ataques de ciúme para Zoe, e ataques de vaidade para as gêmeas Biskit. |    |                                                                        |               | |                                               |                        |
| 34 | 8  | "The Big, Feathered Parade" "O Grande Desfile de Penas"                | Dallas Parker | Tom Minton                                                                                          | 14 de dezembro de 2013 30 de agosto de 2015   | 0.26                   |
| Quando Blythe descobre que seus croquis para o desfile foram roubados por outro designer, ela alista seus amigos pets para ajudá-la provar que o trabalho é dela enquanto Vinnie tenta agradar seu ídolo, Bruce, o grande homenageado do desfile deste ano. |    |                                                                        |               | |                                               |                        |
| 35 | 9  | "A Day at the Museum" "Um Dia no Museu"                                | Dallas Parker | Merriwether Williams                                                                                | 21 de dezembro de 2013 12 de setembro de 2015 | 0.30                   |
| Quando os pets se perdem no Museu de História Natural e Ciência, cabe a Blythe rastreá-los antes que o museu feche ou que ela seja pega pelo Guarda de Segurança. |    |                                                                        |               | |                                               |                        |
| 36 | 10 | "Alligators and Handbags"                                              | Dallas Parker | Adam Beechen                                                                                        | 28 de dezembro de 2013 13 de setembro de 2015 | 0.30                   |
| Blythe luta para recuperar a confiança depois de uma sessão de crítica com uma editora de moda famosamente intimidante, enquanto os pets lidam com um novo campista: um jacaré juvenil com tendências de valentão. |    |                                                                        |               | |                                               |                        |
| 37 | 11 | "Blythe's Big Idea" "A Grande Ideia de Blythe"                         | Dallas Parker | Julie McNally-Cahill & Tim Cahill e Roger Eschbacher (história) Roger Eschbacher (teleplay)         | 4 de janeiro de 2014 19 de setembro de 2015   | 0.25                   |
| Blythe troca sua amada lambreta por um quiosque de vendas para que ela possa entrar na Feira Internacional de Moda Animal. Enquanto isso, a linha aérea de Roger lança um serviço "Jato de Animais" e os pets o usam para lançar uma de suas maiores fantasias. |    |                                                                        |               | |                                               |                        |
| 38 | 12 | "Commercial Success"                                                   | Dallas Parker | Julie McNally-Cahill & Tim Cahill e Roger Eschbacher (história) Roger Eschbacher (teleplay)         | 11 de janeiro de 2014 20 de setembro de 2015  | 0.21                   |
| O negócio está lento na Littlest Pet Shop então a Sra. Twombly concorda em deixar Blythe e seus amigos filmarem um comercial de TV. |    |                                                                        |               | |                                               |                        |
| 39 | 13 | "So Interesting" "Muito Interessante"                                  | Dallas Parker | Evan Gore & Heather Lombard                                                                         | 18 de janeiro de 2014 26 de setembro de 2015  | 0.18                   |
| Quando os pets compartilham suas "estórias mais interessantes", Penny Ling inventa um conto fascinante onde ela salva "as Fadas dos Feijões Verdes" confrontando "a Bruxa Siri". |    |                                                                        |               | |                                               |                        |
| 40 | 14 | "To Paris With Zoe" "Em Paris Com Zoe"                                 | Dallas Parker | Julie McNally Cahill & Tim Cahill e Adam Beechen (história) Adam Beechen (teleplay)                 | 25 de janeiro de 2014 27 de setembro de 2015  | 0.17                   |
| Blythe ocupa o lugar dos donos da Zoe e a acompanha para um show de cães em Paris e logo ambas se apaixonam; Blythe por Paris e Zoe por um belo cachorro de rua mímico chamado Philippe. |    |                                                                        |               | |                                               |                        |
| 41 | 15 | "Super Sunil"                                                          | Dallas Parker | Guy Toubes                                                                                          | 1 de fevereiro de 2014 30 de setembro de 2015 | 0.27                   |
| Penny Ling convence Sunil de que ele tem super poderes para lhe dar confiança, enquanto Blythe ajuda a achar a vaga perfeita para estacionar o caminhão da Doces Delícias. |    |                                                                        |               | |                                               |                        |
| 42 | 16 | "Sweet Pepper" "Doce Pepper"                                           | Dallas Parker | Julie McNally-Cahill & Tim Cahill                                                                   | 8 de fevereiro de 2014 1 de outubro de 2015   | 0.25                   |
| Pepper está afetada por um visitante do acampamento - Capitão Carícia, um cangambá europeu (originalmente Captain Cuddles, um tourão) - mas ela não tem ideia de como se expressar com ele e Blythe fica com as mãos cheias tomando conta da Buttercream enquanto tenta terminar de ler um livro novo.                                                                                  |    |                                                                        |               | |                                               |                        |
| 43 | 17 | "Shanghai Hi-Jinks" "Aventura em Xangai"                               | Dallas Parker | Julie McNally-Cahill, Tim Cahill, & Tom Minton (história) Tom Minton (teleplay)                     | 15 de fevereiro de 2014 10 de outubro de 2015 | 0.31                   |
| Quando Blythe e os pets viajam para Xangai para comparecer a uma cerimônia honrando a Sra. Twombly como originadora do Kung Fu de Retalhos, Penny Ling se encontra reunida com família que ela nunca soube que tinha. Depois de dividir uma refeição desajeitada com eles na noite da cerimônia da Sra. T., Penny Ling vem a perceber que Blythe, Sra. T. e os pets são família também. |    |                                                                        |               | |                                               |                        |
| 44 | 18 | "Grounded" "No Solo"                                                   | Dallas Parker | Julie McNally-Cahill, Tim Cahill, & Corey Powell(história) Corey Powell (teleplay)                  | 22 de fevereiro de 2014 2 de outubro de 2015  | 0.16                   |
| Quando Roger é temporariamente despedido, ele arranja um emprego como assistente pessoal e chauffeur das gêmeas Biskit, para o desânimo de Blythe. Enquanto isso, os resultados do teste de DNA em dois dos pets viram o acampamento de cabeça para baixo. |    |                                                                        |               | |                                               |                        |
| 45 | 19 | "Inside Job" "Trabalho Interno"                                        | Dallas Parker | Tom Minton                                                                                          | 1 de março de 2014 5 de outubro de 2015       | 0.28                   |
| Blythe, intencionando trazer de volta a água de garrafa anterior e superior da escola, concorre a presidente de classe contra as Biskits enquanto os pets sofrem irritação crescente de um zumbido monótono misterioso emanando de algum lugar da loja. |    |                                                                        |               | |                                               |                        |
| 46 | 20 | "Plane it on Rio!" "Viagem ao Rio de Janeiro"                          | Dallas Parker | Julie McNally-Cahill, Tim Cahill, & Guy Toubes (história) Guy Toubes (teleplay)                     | 8 de março de 2014 15 de outubro de 2015      | 0.36                   |
| Blythe e os pets competem no desfile de Carnaval no Rio, mas um velho rival também aparece, determinado a derrotá-los. |    |                                                                        |               | |                                               |                        |
| 47 | 21 | "Littlest Bigfoot" "Pequeno Pé Grande"                                 | Dallas Parker | Dallas Parker e Roger Eschbacher (história) Roger Eschbacher (teleplay)                             | 15 de março de 2014 6 de outubro de 2015      | 0.15                   |
| O fanático por pé-grande Roger Baxter compra um trailer e leva Blythe e os pets numa viagem de acampamento. |    |                                                                        |               | |                                               |                        |
| 48 | 22 | "Sunil's Sick Day" "O Dia Que Sunil Ficou Doente"                      | Dallas Parker | Julie McNally-Cahill, Tim Cahill, & Merriwether Williams (história) Merriwether Williams (teleplay) | 22 de março de 2014 7 de outubro de 2015      | 0.29                   |
| Quando Sunil e Vinnie têm uma briga, cabe a Blythe e Russell descobrir como juntar esses dois melhores amigos de novo. |    |                                                                        |               | |                                               |                        |
| 49 | 23 | "The Hedgehog In The Plastic Bubble" "Porco Espinho no Plástico Bolha" | Dallas Parker | Adam Beechen                                                                                        | 29 de março de 2014 8 de outubro de 2015      | 0.31                   |
| Ambos Russell e Blythe se encontram em isolamento devido a circunstâncias reais, mas na maior parte imaginadas. |    |                                                                        |               | |                                               |                        |
| 50 | 24 | "Standup Stinker"                                                      | Dallas Parker | Guy Toubes                                                                                          | 5 de abril de 2014 9 de outubro de 2015       | 0.33                   |
| Pepper supre as piadas de Blythe num concurso de comédia standup, enquanto os outros pets compõe um plano elaborado para fazer Minka acreditar que ela é realmente a primeira macaca a pousar em Marte. |    |                                                                        |               | |                                               |                        |
| 51 | 25 | "The Expo Factor (Part 1)"                                             | Dallas Parker | Julie McNally Cahill, Tim Cahill, & Roger Eschbacher (história) Roger Eschbacher (teleplay)         | 12 de abril de 2014 19 de outubro de 2015     | 0.18                   |
| Blythe está se estressando por causa da Feira Internacional de Moda Animal e suas preocupações aumentam dramaticamente quando pedem a ela que faça uma sessão de fotos para a maior revista de moda, Très Blasé. |    |                                                                        |               | |                                               |                        |
| 52 | 26 | "The Expo Factor (Part 2)"                                             | Dallas Parker | Julie McNally Cahill, Tim Cahill, & Adam Beechen (história) Adam Beechen (teleplay)                 | 12 de abril de 2014 20 de outubro de 2015     | 0.18                   |
| Blythe finalmente chega à Pet Expo, mas as Biskits a sabotam a cada passo, a fazendo pensar que seus pesadelos sobre tudo dar errado na IPFE podem estar se realizando! |    |                                                                        |               | |                                               |                        |

### 3ª Temporada (2014–2015)
| #  | #  | Título | Dirigido por              | Escrito por                                                                               | Exibição original                                                  | Audiência (em milhões) |
| -- | -- | --- | ------------------------- | ----------------------------------------------------------------------------------------- | ------------------------------------------------------------------ | ---------------------- |
| 53 | 1  | "Dorminhoco (PT)" "O Dorminhoco"                                                                            | Joel Dickie               | Julie McNally-Cahill & Tim Cahill, Tom Minton (história) Tom Minton (teleplay)            | 31 de maio de 2014 6 de novembro de 2015 10 de dezembro de 2015    | N/A                    |
| 54 | 2  | "A Guerra dos Sinistros (PT)" "Propaganda e Alienígenas"                                                    | Joel Dickie               | Roger Eschbacher                                                                          | 7 de junho de 2014 2 de novembro de 2015 7 de dezembro de 2015     | N/A                    |
| 55 | 3  | "É Necessária Alguma Assistência (PT)" "Precisa-se de Ajuda"                                                | Joel Dickie               | Adam Beechen                                                                              | 14 de junho de 2014 26 de novembro de 2015 9 de dezembro de 2015   | N/A                    |
| 56 | 4  | "Cupido Secreto (PT)" "Cupido Secreto"                                                                      | Joel Dickie               | Guy Toubes                                                                                | 21 de junho de 2014 3 de novembro de 2015 8 de dezembro de 2015    | N/A                    |
| 57 | 5  | "Hamster dos Bosques (PT)" "Os Hamsters"                                                                    | Joel Dickie               | Guy Toubes                                                                                | 28 de junho de 2014 4 de novembro de 2015 14 de dezembro de 2015   | N/A                    |
| 58 | 6  | "Língua Presa (PT)" "Problema de Comunicação"                                                               | Joel Dickie               | FM DeMarco                                                                                | 5 de julho de 2014 11 de novembro de 2015 15 de dezembro de 2015   | N/A                    |
| 59 | 7  | "O Que É Que o Mundo Selvagem tem de Tão Asustador? Tudo! (PT)" "O Que a Natureza Tem de Assustador? Tudo!" | Joel Dickie               | Merriwether Williams                                                                      | 12 de julho de 2014 12 de novembro de 2015 16 de dezembro de 2015  | N/A                    |
| 60 | 8  | "Dois Animais para Duas Pestes (PT)" "Dois Pets Para Duas Encrenqueiras"                                    | Joel Dickie               | Tom Minton                                                                                | 19 de julho de 2014 13 de novembro de 2015 17 de dezembro de 2015  | N/A                    |
| 61 | 9  | "Feud for Thought" "Rixa de Família"                                                                        | Joel Dickie               | Adam Beechen & Roger Eschbacher (história) Roger Eschbacher (teleplay)                    | 26 de julho de 2014 17 de novembro de 2015                         | 0.20                   |
| 62 | 10 | "Fish Out of Water" "Peixe Fora d'Água"                                                                     | Joel Dickie               | Guy Toubes                                                                                | 2 de agosto de 2014 18 de novembro de 2015                         | 0.13                   |
| 63 | 11 | "If the Shoe Fits" "Se o Sapato Servir"                                                                     | Joel Dickie               | Corey Powell                                                                              | 9 de agosto de 2014 19 de novembro de 2015                         | 0.16                   |
| 64 | 12 | "The Very Littlest Pet Shop" "A Pequenina Littlest Pet Shop"                                                | Joel Dickie               | Evan Gore & Heather Lombard                                                               | 16 de agosto de 2014 20 de novembro de 2015                        | 0.14                   |
| 65 | 13 | "A Receita Secreta (PT)" "A Receita Secreta"                                                                | Joel Dickie               | Julie McNally-Cahill & Tim Cahill                                                         | 23 de agosto de 2014 16 de novembro de 2015 18 de dezembro de 2015 | 0.11                   |
| 66 | 14 | "Winter Wonder Wha...?"                                                                                     | Joel Dickie               | Merriwether Williams                                                                      | 13 de dezembro de 2014 5 de novembro de 2015                       | 0.28                   |
| 67 | 15 | "Tempestade de Neve (PT)" "Snow Stormin'"                                                                   | Joel Dickie               | Roger Eschbacher                                                                          | 20 de dezembro de 2014 19 de março de 2016 11 de dezembro de 2015  | 0.11                   |
| 68 | 16 | "Back Window"                                                                                               | Joel Dickie               | FM DeMarco                                                                                | 27 de dezembro de 2014 26 de março de 2016                         | 0.25                   |
| 69 | 17 | "Room Enough"                                                                                               | Joel Dickie               | Tom Minton                                                                                | 3 de janeiro de 2015 6 de fevereiro de 2016                        | 0.12                   |
| 70 | 18 | "Why Can’t We Be Friends?"                                                                                  | Joel Dickie               | Julie McNally-Cahill & Tim Cahill Roger Eschbacher (história) Roger Eschbacher (teleplay) | 10 de janeiro de 2015 7 de fevereiro de 2016                       | 0.21                   |
| 71 | 19 | "Pet Sounds"                                                                                                | Joel Dickie               | Guy Toubes                                                                                | 17 de janeiro de 2015 12 de fevereiro de 2016                      | N/A                    |
| 72 | 20 | "The Sister Story"                                                                                          | Joel Dickie Steven Garcia | Corey Powell                                                                              | 24 de janeiro de 2015 13 de fevereiro de 2016                      | 0.15                   |
| 73 | 21 | "A Night at the Pawza"                                                                                      | Joel Dickie Steven Garcia | Julie McNally-Cahill & Tim Cahill (história) Evan Gore & Heather Lombard (teleplay)       | 31 de janeiro de 2015 19 de fevereiro de 2016                      | N/A                    |
| 74 | 22 | "Proud as a...Peacock?"                                                                                     | Joel Dickie Steven Garcia | FM DeMarco                                                                                | 7 de fevereiro de 2015 20 de fevereiro de 2016                     | 0.13                   |
| 75 | 23 | "Sue Syndrome"                                                                                              | Joel Dickie               | Tom Minton                                                                                | 21 de fevereiro de 2015 27 de fevereiro de 2016                    | 0.14                   |
| 76 | 24 | "In the Loop"                                                                                               | Joel Dickie Steven Garcia | Mitch Larson                                                                              | 28 de fevereiro de 2015 28 de fevereiro de 2016                    | 0.16                   |
| 77 | 25 | "It's the Pet Fest!" (Part 1)                                                                               | Joel Dickie               | Roger Eschbacher & Guy Toubes                                                             | 7 de março de 2015 5 de março de 2016                              | 0.11                   |
| 78 | 26 | "It's the Pet Fest!" (Part 2)                                                                               | Joel Dickie               | Roger Eschbacher & Guy Toubes                                                             | 7 de março de 2015 12 de março de 2016                             | 0.13                   |

### 4ª Temporada (2015–2016)
| #   | #  | Título                                                      | Dirigido por                            | Escrito por                                                                       | Exibição original                              | Audiência (em milhões) |
| --- | -- | ----------------------------------------------------------- | --------------------------------------- | --------------------------------------------------------------------------------- | ---------------------------------------------- | ---------------------- |
| 79  | 1  | "A Tartaruga e a Herdeira (BR)" "The Tortoise and the Heir" | Joel Dickie & Steven Garcia             | Guy Toubes                                                                        | 7 de novembro de 2015 13 de fevereiro de 2017  | 0.27                   |
| 80  | 2  | "Afinação Perrrrfeita (BR)" "Pitch Purrfect"                | Joel Dickie & Steven Garcia             | David Shayne                                                                      | 7 de novembro de 2015 14 de fevereiro de 2017  | 0.23                   |
| 81  | 3  | "Ivan, o Formidável (BR)" "Ivan the Terrific"               | Joel Dickie & Steven Garcia             | Roger Eschbacher                                                                  | 14 de novembro de 2015 15 de fevereiro de 2017 | 0.20                   |
| 82  | 4  | "Dia dos Mais Velhos (BR)" "Senior Day"                     | Joel Dickie & Steven Garcia             | Julie McNally-Cahill, Tim Cahill & Eric Rogers (história) Eric Rogers (teleplay)  | 21 de novembro de 2015 16 de fevereiro de 2017 | 0.15                   |
| 83  | 5  | "Littlest Pet Shop of Horrors"                              | Joel Dickie & Steven Garcia             | David Shayne                                                                      | 28 de novembro de 2015 12 de junho de 2017     | 0.19                   |
| 84  | 6  | "Jogo dos Grunhidos (BR)" "Game of Groans"                  | Joel Dickie & Steven Garcia             | F.M. DeMarco                                                                      | 5 de dezembro de 2015 17 de fevereiro de 2017  | 0.17                   |
| 85  | 7  | "A Menor Loja de Animais! (BR)" "The Tiniest Animal Store"  | Joel Dickie & Steven Garcia             | Guy Toubes                                                                        | 12 de dezembro de 2015 20 de fevereiro de 2017 | 0.14                   |
| 86  | 8  | "Gastando (BR)" "Spendthrifty"                              | Joel Dickie & Steven Garcia             | Roger Eschbacher                                                                  | 19 de dezembro de 2015 21 de fevereiro de 2017 | 0.12                   |
| 87  | 9  | "Não Examinado (BR)" "Un-vetted"                            | Joel Dickie & Steven Garcia             | Nick Confalone                                                                    | 26 de dezembro de 2015 22 de fevereiro de 2017 | 0.10                   |
| 88  | 10 | "Pump Up the Panda"                                         | Joel Dickie & Steven Garcia             | Eric Rogers                                                                       | 2 de janeiro de 2016 13 de junho de 2017       | 0.09                   |
| 89  | 11 | "Parceiras de Tesoura (BR)" "Snipmates"                     | Joel Dickie & Steven Garcia             | David Shayne                                                                      | 9 de janeiro de 2016 23 de fevereiro de 2017   | 0.16                   |
| 90  | 12 | "Guilt Tripping"                                            | Joel Dickie & Steven Garcia             | Adam Beechen                                                                      | 16 de janeiro de 2016 14 de junho de 2017      | N/A                    |
| 91  | 13 | "Petquestrado! (BR)" "Petnapped!"                           | Joel Dickie & Steven Garcia             | Guy Toubes                                                                        | 23 de janeiro de 2016 24 de fevereiro de 2017  | N/A                    |
| 92  | 14 | "Steamed"                                                   | Joel Dickie, Steven Garcia & Mike Myhre | Nick Confalone                                                                    | 26 de março de 2016 15 de junho de 2017        | N/A                    |
| 93  | 15 | "Two Peas in a Podcast"                                     | Joel Dickie, Steven Garcia & Mike Myhre | Roger Eschbacher                                                                  | 26 de março de 2016 16 de junho de 2017        | N/A                    |
| 94  | 16 | "Go Figure!"                                                | Joel Dickie, Steven Garcia & Mike Myhre | F.M. DeMarco                                                                      | 2 de abril de 2016 19 de junho de 2017         | N/A                    |
| 95  | 17 | "A Doggie Biskit / A Leah Rose By Another Name"             | Joel Dickie, Steven Garcia & Mike Myhre | David Shayne                                                                      | 9 de abril de 2016 20 de junho de 2017         | N/A                    |
| 96  | 18 | "It's a Happy, Happy, Happy, Happy World"                   | Joel Dickie, Steven Garcia & Mike Myhre | Julie McNally-Cahill, Tim Cahill, & Eric Rogers (história) Eric Rogers (teleplay) | 16 de abril de 2016 20 de junho de 2017        | N/A                    |
| 97  | 19 | "Race Team: Buttercream"                                    | Joel Dickie, Steven Garcia & Mike Myhre | Guy Toubes                                                                        | 23 de abril de 2016 21 de junho de 2017        | N/A                    |
| 98  | 20 | "On the Same Page"                                          | Joel Dickie, Steven Garcia & Mike Myhre | Roger Eschbacher                                                                  | 30 de abril de 2016 19 de junho de 2017        | N/A                    |
| 99  | 21 | "Paint a Picture, It Lasts Longer"                          | Joel Dickie, Steven Garcia & Mike Myhre | Nick Confalone                                                                    | 7 de maio de 2016 15 de julho de 2017          | N/A                    |
| 100 | 22 | "Bake It 'til You Make It / Bake Boss"                      | Joel Dickie, Steven Garcia & Mike Myhre | David Shayne                                                                      | 14 de maio de 2016 22 de julho de 2017         | N/A                    |
| 101 | 23 | "LPS: The Moosical"                                         | Joel Dickie, Steven Garcia & Mike Myhre | F.M. DeMarco                                                                      | 21 de maio de 2016 29 de julho de 2017         | N/A                    |
| 102 | 24 | "Seeing Red"                                                | Joel Dickie, Steven Garcia & Mike Myhre | Julie McNally-Cahill & Tim Cahill                                                 | 28 de maio de 2016 5 de agosto de 2017         | N/A                    |
| 103 | 25 | "Littlest Pet Street - Part 1"                              | Joel Dickie, Steven Garcia & Mike Myhre | Guy Toubes                                                                        | 4 de junho de 2016 14 de junho de 2017         | N/A                    |
| 104 | 26 | "Littlest Pet Street - Part 2"                              | Joel Dickie, Steven Garcia & Mike Myhre | David Shayne                                                                      | 4 de junho de 2016 15 de junho de 2017         | N/A                    |

## Canções
Todas as canções são compostas por Daniel Ingram e Steffan Andrews.
| #  | Episódio                          | Canção                        | Cantores                                                                    |
| -- | --------------------------------- | ----------------------------- | --------------------------------------------------------------------------- |
| 1  | "Blythe's Big Adventure Part One" | "The Littlest Pet Shop Pets"  | Zoe, Pepper, Vinnie, Minka, Sunil, Russell, Penny Ling                      |
| 4  | "Gailbreak!"                      | "Dance Like You Know You Can" | Zoe                                                                         |
| 5  | "Penny For Your Laughs"           | "BFF's"                       | Gêmeas Biskit, Blythe                                                       |
| 5  | "Penny For Your Laughs"           | "I'm Sorry"                   | Pepper                                                                      |
| 7  | "Russell Up Some Fun"             | "Be Yourself/Just Like You"   | Blythe, Sue                                                                 |
| 7  | "Russell Up Some Fun"             | "Fun Being Fun"               | Russell                                                                     |
| 8  | "Blythe's Crush"                  | "Crush"                       | Zoe                                                                         |
| 9  | "Dumb Dumbwaiter"                 | "If You're a Guy"             | Vinnie, Sunil, Russell                                                      |
| 10 | "Eve of Destruction"              | "It's a Dancing Day"          | Vinnie                                                                      |
| 12 | "So You Skink You Can Dance"      | "Gotta Get To The Studio"     | Vinnie                                                                      |
| 13 | "Lights, Camera, Mongoose!"       | "Superstar Life"              | Shahrukh Penny Ling, Minka, Pepper, Zoe (backup)                            |
| 13 | "Lights, Camera, Mongoose!"       | "I Think You Need"            | Zoe                                                                         |
| 15 | "Topped With Buttercream"         | "The Sweet Shop"              | Buttercream, Russell, Vinnie, Penny Ling, Minka, Sunil, Pepper Zoe (backup) |
| 16 | "Sweet (Truck) Ride"              | "Sprinkles on My Head"        | Sugar Sprinkles                                                             |
| 17 | "Helicopter Dad"                  | "Howdy Do" song               | Roger Baxter and Blythe                                                     |
| 19 | "What Did You Say?"               | "Humanarian"                  | Zoe, Sunil, Penny Ling, Minka, Pepper                                       |
| 22 | "Lotsa Luck"                      | "Miss Anna T, If You Please"  | Robert Wilson Andy Stein, Marty Robson (backup, studio singers)             |
| 23 | "Door-Jammed"                     | "Wolf-i-fied"                 | Sunil, Vinnie Russell, Zoe, Minka, Pepper, Penny Ling (backup)              |
| 24 | "Frenemies"                       | "My New Tail"                 | Vinnie                                                                      |
| 25 | "Blythe's Pet Project"            | "Lost and Found Box"          | Youngmee, Aunt Christie, Blythe                                             |
| 25 | "Blythe's Pet Project"            | "My Small Squirrel"           | Laura Hastings (offscreen voice)                                            |
| 26 | "Summertime Blues"                | "Stay Here Forever"           | Zoe, Pepper, Vinnie, Minka, Sunil, Russell, Penny Ling                      |
| 26 | "Summertime Blues"                | "It Won't Be Long"            | Jessica Zraly Trevor Hoffmann (backup, studio singers)                      |

| #   | Episódio | Canção | Cantores |
| --- | -------- | ------ | -------- |
| N/A | N/A      | N/A    | N/A      |